# L'Étoffe des héros (série télévisée)
 (octobre 2020).
Cet article concerne la série télévisée. Pour le film, voir L'Étoffe des héros.
L'Étoffe des héros (The Right Stuff) est une série télévisée américaine en huit épisodes de 45 minutes, créée par Mark Lafferty et diffusée entre le 9 octobre 2020 et le 20 novembre 2020 sur le service Disney+.
À l'instar du film L'Étoffe des héros (1983) de Philip Kaufman, la série télévisée est inspirée du livre de Tom Wolfe L'Étoffe des héros (1979). Elle retrace l'épopée des pilotes d'essais américains d'après-guerre et des premiers vols spatiaux habités.

## Synopsis
Cette série raconte l'histoire du programme Mercury, du recrutement des astronautes au vol d'Alan Shepard.
Avant son annulation, la saison 2 devait suivre la suite du programme Mercury.

## Distribution

### Acteurs principaux
- Jake McDorman (VF : Marc Arnaud) : Alan Shepard
- Patrick J. Adams (VF : Antoine Schoumsky) : John Glenn
- Colin O'Donoghue (VF : Yann Sundberg) : Gordon Cooper
- James Lafferty (VF : Alexandre Gillet) : Scott Carpenter
- Michael Trotter : Virgil Grissom
- Aaron Staton (VF : Sébastien Desjours) : Walter Schirra
- Micah Stock (en) : Deke Slayton
- Patrick Fischler (VF : Gabriel Le Doze) : Robert Gilruth
- Eric Ladin (en) (VF : Jérémy Prévost) : Christopher Kraft

### Acteurs récurrents
- Sacha Seberg : Wernher von Braun
- Jordan Woods-Robinson (en) (VF : Stanislas Forlani) : Mike Turley
- Shannon Lucio (VF : Laura Blanc) : Louise Shepard
- Rachel Burttram (VF : Christine Braconnier) : Betty Grissom
- Nora Zehetner (VF : Leslie Lipkins) : Annie Glenn
- Jade Albany Pietrantonio (VF : Emmanuelle Bodin) : Rene Carpenter
- Laura Ault : Jo Schirra
- Eloise Mumford (VF : Chloé Berthier) : Trudy Cooper
- Chandler Head : Cam Cooper
- Lucy Capri : Janita Cooper
- Taegan Burns : Laura Shepard
- Avery Burns : Julie Shepard
- Kyra Johnson : Lyn Glenn
- David Bolinger : David Glenn
- Victoria White : Marge Slayton
- Christopher Cassarino : Henry Landwirth
- Josh Cooke (VF : Jérémy Bardeau) : Loudon Wainwright Jr. (en)
- Mamie Gummer (VF : Dorothée Pousséo) : Jerrie Cobb
- Jackson Pace (VF : Axel Auriant) : Glynn Lunney
- Kaley Ronayne (VF : Pamela Ravassard) : Dee O'Hara (en)
- Danny Strong : John A. Powers
- Elizabeth D'Onofrio (en) : Doris
Version française
  - Société de doublage : Dubbing Brothers
  - Direction artistique : Jean-Philippe Puymartin

 Source et légende : version française (VF) sur RS Doublage

## Production

### Développement
En avril 2021, Disney+ annonce l'annulation de la saison 2 de la série,.

### Tournage
Le tournage de la série a eu lieu en Floride au Cape Canaveral et a Tampa.

### Fiche technique
Sauf indication contraire, les informations mentionnées dans cette section peuvent être confirmées par la base de données cinématographiques IMDb,  présente dans la section « Liens externes ».
- Titre original : The Right Stuff
- Titre français : L'Étoffe des héros
- Titre québécois :
- Création : Mark Lafferty
- Scénario : Mark Lafferty, inspirée du livre de Tom Wolfe, L'Étoffe des héros (1979)
- Direction artistique : John Richardson, Andrew White
- Décors : Derek R. Hill
- Costumes : Hope Hanafin
- Photographie : Evans Brown, Christopher Norr
- Montage : Matt Barber, Paul Karasick, Pattye Rogers
- Musique : Adam Taylor
- Casting : Laura Schiff
- Production : Matt Barber, 
  - exécutifs : Mark Lafferty, Howard Korder, Will Staples, Danny Strong, Jennifer Davisson, Chris Long, David Nutter, Leonardo DiCaprio
- Société(s) de production : Appian Way et Warner Horizon Television
- Sociétés de distribution : Walt Disney Television, Disney+, National Geographic Channel
- Pays d'origine :  États-Unis
- Langue originale : anglais
- Genre : Drama historique
- Durée : 43 minutes
- Public :

## Épisodes
1. Sierra Hotel
2. Pour le meilleur et pour le pire (Goodies)
3. Combat Solitaire (Single Combat Warrior)
4. Noël (Advent)
5. Le choix (The Kona Kai Seance)
6. Prêt à tout (Vostok)
7. Décollage imminent (Ziggurat)
8. Le jour J (Flight)